# Bernardus Johannes Alfrink
Bernardus Johannes Alfrink (Nijkerk, Güeldres, 5 de julio de 1900 - Nieuwegein, Utrecht, 17 de diciembre de 1987) fue un cardenal holandés de la iglesia católica.  Sirvió como Arzobispo de Utrecht de 1955 a 1975 y fue elevado al cardenalato en 1960.

## Biografía
Nació en Nijkerk, en la provincia de Güeldres (Países Bajos), el 5 de julio de 1900, hijo de Theodore John Alfrink y su esposa Elisabeth Catharina Ossevoort. Recibió su primera comunión en 1911. Después de asistir al Seminario de Rijsenburg y al Pontificio Instituto Bíblico de Roma, Alfrink fue ordenado sacerdote el 15 de agosto de 1924 por el arzobispo Henricus van de Wetering. Completó sus estudios en la Escuela Bíblica de Jerusalén en 1930, y después realizó trabajo pastoral en Utrecht hasta 1933. Alfrink impartió clases en el Seminario de Rijsenburg entre 1933 y 1945, y más tarde la Universidad Católica de Nimega entre 1945 y 1951.
El 28 de mayo de 1951 Alfrink fue nombrado Arzobispo Coadjutor de Utrecht y Arzobispo titular de Tiana. Recibió su consagración episcopal el 17 de julio de ese mismo año por el arzobispo Paolo Giobbe, internuncio en los Países Bajos.
El 31 de octubre de 1955, Alfrink se convierte en sucesor del cardenal Johannes de Jong como Arzobispo de Utrecht, y fue nombrado vicario apostólico del vicariato militar católico de los Países Bajos el 16 de abril de 1957. Contribuyó a las publicaciones científicas, y además fue líder del movimiento Pax Christi en los Países Bajos. En el consistorio del 28 de marzo de 1960, se le concede el título de cardenal-sacerdote de San Gioacchino ai Prati di Castello, por el Papa Juan XXIII. 
De 1962 a 1965, el primado holandés participó en el Concilio Vaticano II, y se sentó en su Consejo de Presidencia. Durante una sesión del Consejo, Alfrink tuvo que apagar el micrófono del cardenal Alfredo Ottaviani, después de que éste excediese su límite de tiempo para hablar.
Alfrink fue uno de los cardenales electores en el cónclave de 1963, el cual designó a Pablo VI como papa. Junto con el cardenal Giovanni Colombo, Alfrink ayudó al cardenal Achille Liénart en la entrega de uno de los mensajes de cierre del Consejo el 8 de diciembre de 1965.
También se desempeñó como Presidente de la Conferencia Episcopal de los Países Bajos. Después de renunciar como arzobispo de Utrecht, el 6 de diciembre de 1975, Alfrink votó en los cónclaves de agosto y octubre de 1978, que seleccionan los Papas Juan Pablo I y Juan Pablo II, respectivamente.
Alfrink falleció en Nieuwegein, Utrecht, el 17 de diciembre de 1987, a los 87 años de edad.